# Консультативный совет европейских прокуроров
Консультативный совет европейских прокуроров (КСЕП) — консультативный орган при Комитете министров Совета Европы, его рабочая группа. Создан 13 июля 2005 года на седьмой конференции генеральных прокуроров в Москве. Президентом КСЕП является г-н Антонио Мура (Италия).

## Цели
Является совещательным органом Комитета министров Совета Европы, КСЕП призван разрабатывать заключения для Европейского комитета по уголовным делам по вопросам реализации положений Рекомендации Rec(2000)19.
- усиление борьбы с преступностью на национальном и международном уровне;
- международное сотрудничество по уголовным делам;
- обеспечение оказания эффективной помощи жертвам преступной деятельности;
- регулирование отношений между прокурорами и полицией, между прокурорами и судебными органами;
- повышение рационализации и достижения координации взаимных процедур правовой помощи.

## Деятельность
Первая встреча КСЕП состоялся 6 июля 2006 года в Москве.
По инициативе российских прокуроров в ноябре 2007 г. принято заключение КСЕП № 1 «О путях совершенствования международного сотрудничества в уголовно-правовой сфере».
В 2008 году принято заключение КСЕП № 2 «О мерах, альтернативных уголовному преследованию».
Генеральная прокуратура Российской Федерации активно участвовала в подготовке заключения КСЕП № 3 «О роли прокуратуры вне уголовно-правовой сферы», которое было принято в октябре 2008 г. Основой для подготовки заключения послужил итоговый документ Конференции генеральных прокуроров европейских стран, проведенной по указанной теме Генеральной прокуратурой Российской Федерации совместно с Советом Европы в июле 2008 г. в Санкт — Петербурге.
В ноябре 2009 г. Консультативный совет европейских прокуроров и Консультативный совет европейских судей на совместном заседании приняли заключение № 4 «О взаимоотношениях судей и прокуроров», состоящее из Декларации Бордо и пояснительной записки к ней, в которых содержатся важные положения, касающиеся статуса, полномочий и деятельности прокуроров.
В 2010 г. было принято заключение КСЕП № 5 «О роли прокуроров при осуществлении правосудия в отношении несовершеннолетних», в 2011 году. — заключение № 6 «О взаимодействии прокуроров с пенитенциарными учреждениями» и в 2012 году — заключение № 7 «Об управлении ресурсами органов прокуратуры».
С 19 по 20 июня 2014 года в Париже состоялось 15-е заседание рабочей группы КСЕП. Одной из тем был вопрос о Турции, которая приняла поправки, направленные на изменение полномочий турецкого Высшего совета судей и прокуроров.
26 августа 2014 года Президент КСЕП, г-н Антонио Мура, принял участие в международной конференции на тему «Роль прокуратуры в борьбе с транснациональной организованной преступностью: национальный опыт и международное сотрудничество», организованный в Иркутск (Сибирь) Генеральным прокурором Российской Федерации Юрием Чайка.
На конференции председательствует Генеральный прокурор России Юрий Чайка, который является председателем Координационного совета генеральных прокуроров государств-участников Содружества Независимых Государств. Также в конференции принимают участие Президент Международной ассоциации прокуроров Герхард Ярош (Австрия), Председатель Консультативного совета европейских прокуроров Антонио Мура (Италия), Председатель Конференции генеральных прокуроров Вышеградской группы Петер Полт, делегации Республики Беларусь, Венгрии, Республики Казахстан, Китайской Народной Республики, Монголии, Республики Сербии, Республики Таджикистан, Чешской Республики, Швейцарской Конфедерации.
Все заключения КСЕП с соответствующими рекомендациями представлены на рассмотрение Комитету министров Совета Европы.

## Члены совета
Странами участниками являются более 43 государства-члена Совета Европы, и ещё 5 государств, имеющих статус наблюдателя при Совете Европы, могут участвовать в деятельности КСЕП: Святой Престол, США, Канада, Япония и Мексика.
В совете представлены следующие государства:
1. Албания
2. Армения
3. Австрия
4. Азербайджан
5. Бельгия
6. Босния и Герцеговина
7. Болгария
8. Венгрия
9. Германия
10. Греция
11. Грузия
12. Дания
13. Испания
14. Италия
15. Ирландия
16. Казахстан
17. Кипр
18. Латвия
19. Литва
20. Лихтенштейн
21. Люксембург
22. Мальта
23. Молдова
24. Монако
25. Нидерланды
26. Норвегия
27. Польша
28. Португалия
29. Россия
30. Румыния
31. Северная Македония
32. Сербия
33. Словакия
34. Словения
35. Турция
36. Украина
37. Чехия
38. Финляндия
39. Франция
40. Хорватия
41. Черногория
42. Швейцария
43. Швеция

Кроме представителей государств, в совет входят представители Европейского комитета по правовому сотрудничеству (ЕКПС) и директората по правам человека и борьбе с дискриминацией Европейского Совета.